# Castelnau-sur-l’Auvignon
Castelnau-sur-l’Auvignon (gaskognisch: Castèthnau d’Auvinhon) ist eine französische Gemeinde mit 147 Einwohnern (Stand 1. Januar 2022) im Département Gers in der Region Okzitanien (bis 2015 Midi-Pyrénées); sie gehört zum Arrondissement Condom und zum Gemeindeverband La Ténarèze. Die Bewohner nennen sich Castelnonois/Castelnonoises.

## Geografie
Castelnau-sur-l’Auvignon liegt rund sieben Kilometer ostnordöstlich von Condom und 38 Kilometer nordnordwestlich von Auch in der Landschaft Ténarèze im Norden des Départements Gers. Die Gemeinde besteht aus dem Dorf Castelnau-sur-l’Auvignon, dem Weiler Aurens und zahlreichen Streusiedlungen und Einzelgehöften. Es gibt bei Aurens Weinberge, die zum Anbaugebiet Ténarèze viticole gehören. Der Fluss Auvignon durchquert die Gemeinde in nördlicher Richtung und bildet streckenweise die westliche Gemeindegrenze. Nachbargemeinden sind La Romieu im Nordosten und Osten, Marsolan im Südosten, Blaziert im Süden, Caussens im Südwesten, Condom im Westen sowie Gazaupouy im Nordwesten.

## Geschichte
Im Mittelalter lag Castelnau-sur-l’Auvignon in der Grafschaft Condomois (auch Ténarèze genannt), die ein Teil der historischen Landschaft Gascogne war und teilte deren Schicksal. Von 1793 bis 1801 gehörten beide damaligen Gemeinden zum Kanton Laroumieu und zum Distrikt Condom. Seit 1801 ist die Gemeinde dem Arrondissement Condom zugeteilt. Castelnau-sur-l’Auvignon gehörte von 1801 bis 2015 zum Kanton Condom, Abrin von 1801 bis 1836 zum Wahlkreis (Kanton) Valence-sur-Baïse. Die Gemeinde entstand 1836 durch Vereinigung der Gemeinden Castelnau-sur-l’Auvignon (1831: 340 Einwohner) und Abrin (1831: 46 Einwohner) zur heutigen Gemeinde Castelnau-sur-l’Auvignon. Wegen Partisanenaktionen wurde die Gemeinde am 21. Juni 1944 von der Wehrmacht völlig zerstört. Etliche Mitglieder der Résistance und mit ihnen kämpfende spanische Republikaner im französischen Exil wurden von der Wehrmacht getötet. Aus diesem Grund ist das Denkmal für die Gefallenen ein Gedenken an Franzosen und Spanier.

## Bevölkerungsentwicklung
Die Entwicklung der Einwohnerzahlen ist typisch für eine französische Landgemeinde. Nach einem Wachstum zwischen 1793 und 1806 folgten seit 1851 mehrere Abwanderungswellen. Zwischen 1806 und dem Tiefpunkt 1990 verringerte sich die Zahl der Bewohner um 69,4 Prozent.
| Jahr                       | 1962 | 1968 | 1975 | 1982 | 1990 | 1999 | 2006 | 2011 | 2020 |
| Einwohner                  | 179  | 157  | 147  | 148  | 139  | 161  | 155  | 175  | 145  |
| Quellen: Cassini und INSEE |      |      |      |      |      |      |      |      |      |

## Sehenswürdigkeiten
- Schloss in Guirauton südlich von Castelnau-sur-l’Auvignon (Privatbesitz)
- romanische Kapelle Abrin (auch Église des templiers d’Abrin) genannt, seit 1929 ein Monument historique[4]
- Kirche Mariä Geburt in Castelnau-sur-l’Auvignon
- Kirche Saint-Luperc in Aurens
- drei Wegkreuze; Steinkreuz aus dem Jahr 1806 südöstlich des Dorfes, Wegkreuz aus dem Jahr 1745 in Laspeyrères sowie ein Kreuz an der Kirche von Aurens
- Lavoir (ehemaliges Waschhaus)
- Denkmal für die Gefallenen[5]

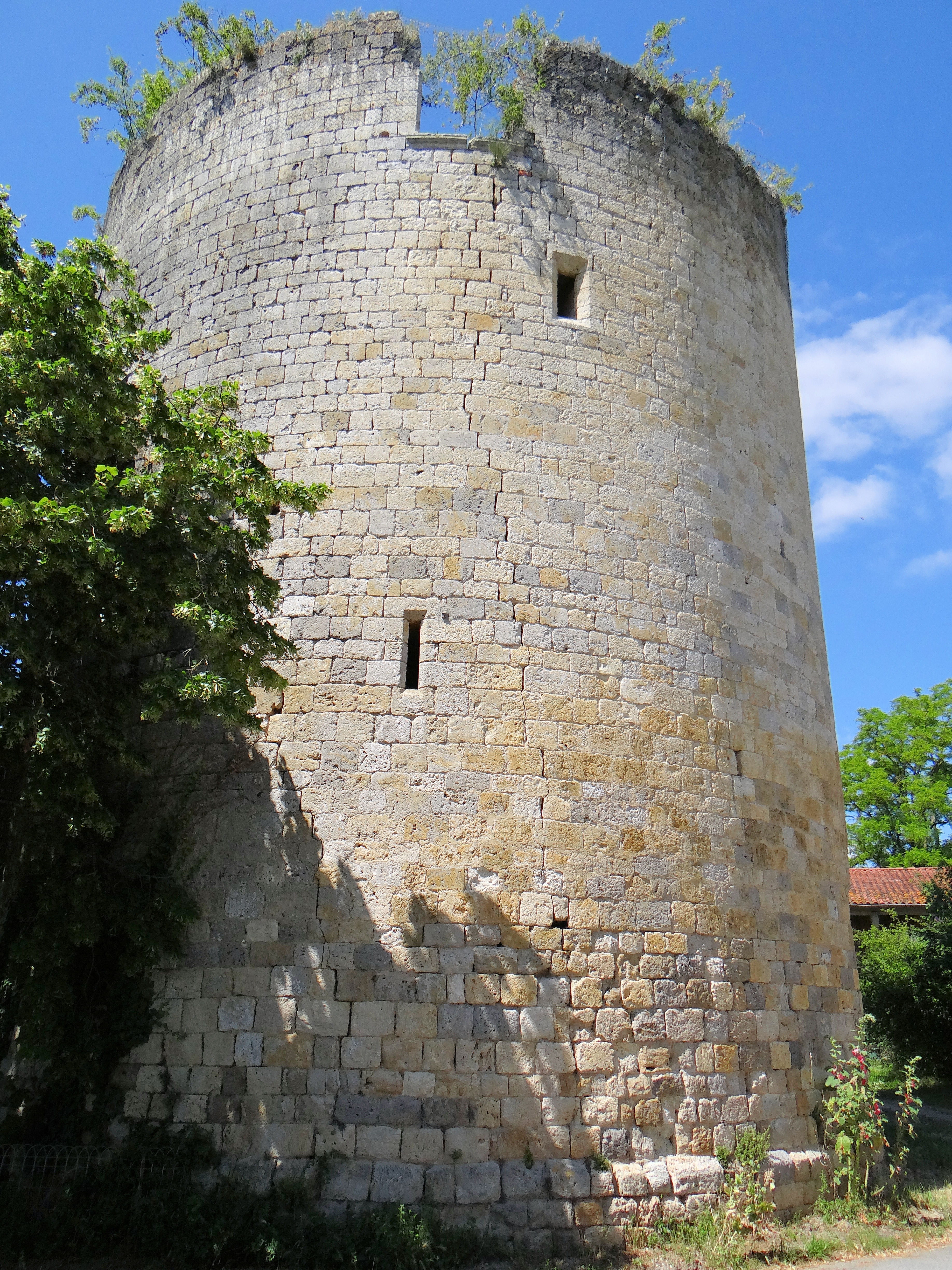
Turmruine von Château de Castelnau-sur-l’Auvignon
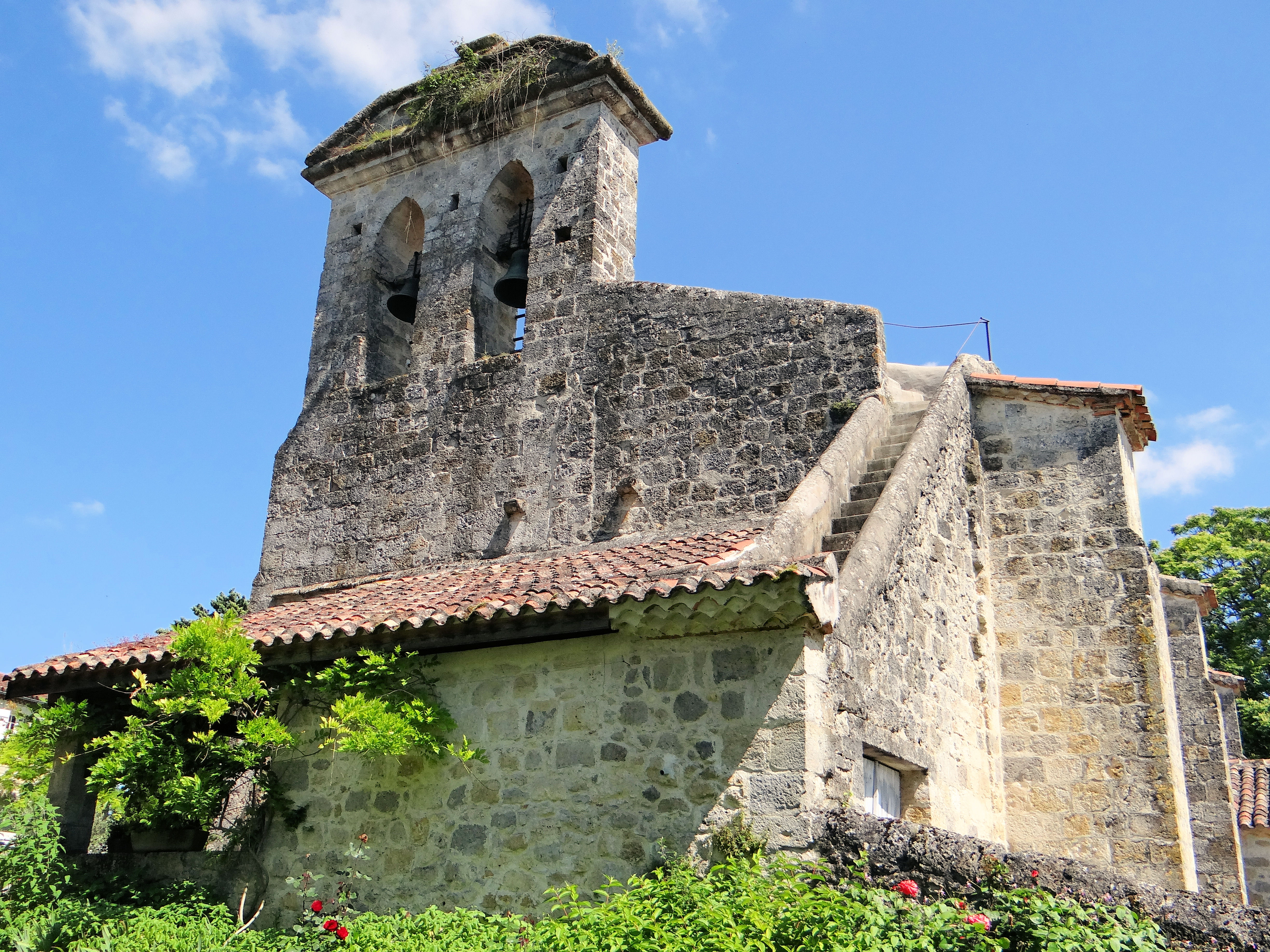
Kirche Notre-Dame-de-la-Nativité
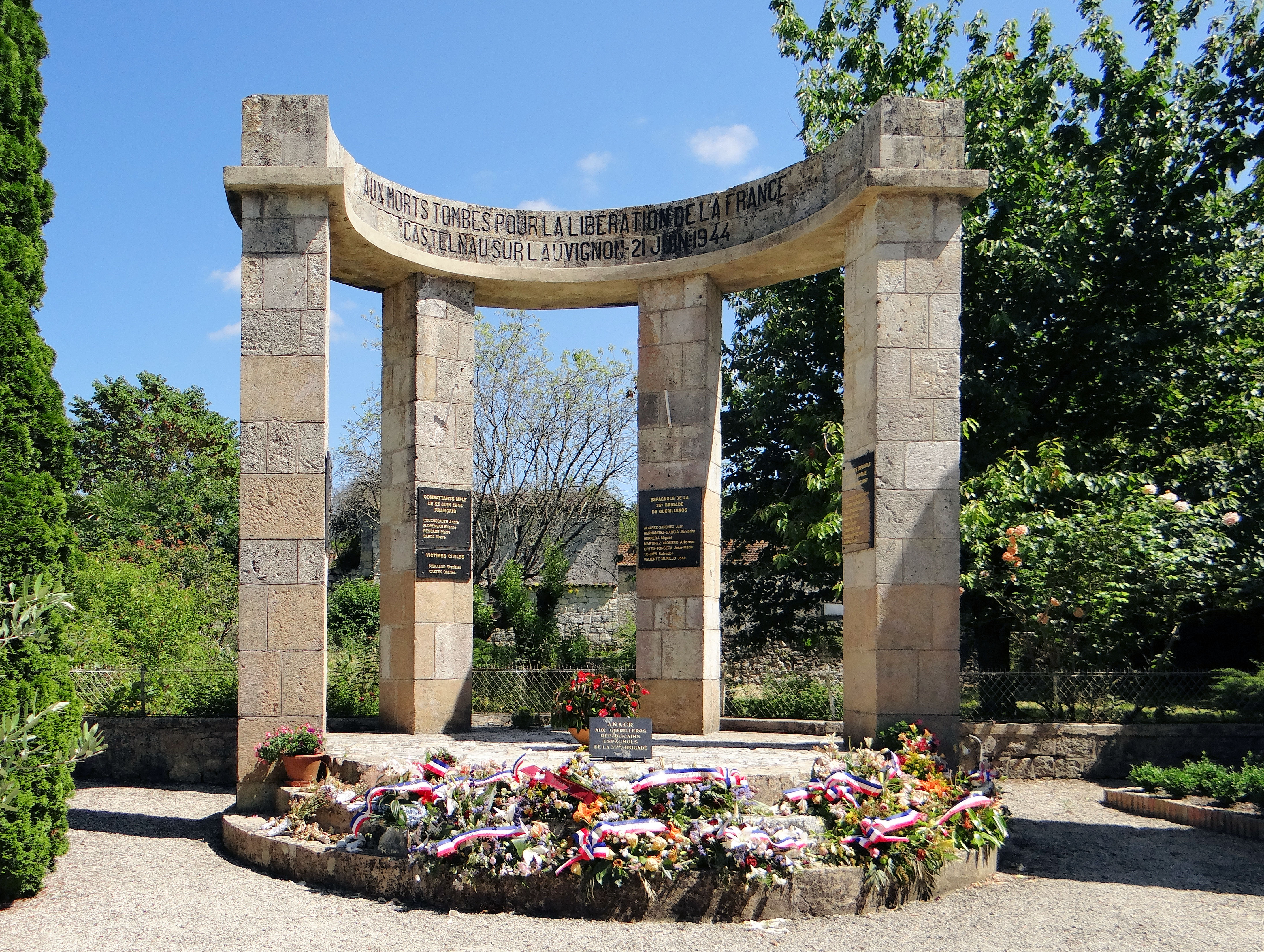
Denkmal für gefallene Franzosen und Spanier